# Lê Văn Xuân
Lê Văn Xuân (10 tháng 10 năm 1929 – 12 tháng 6 năm 2003), là một sĩ quan cấp cao trong Quân đội Nhân dân Việt Nam, hàm Phó Đô đốc, nguyên Phó Tư lệnh về Chính trị, Phó Bí thư Đảng uỷ Quân chủng Hải quân, Chính uỷ Trường Sĩ quan Hải quân.

## Cuộc đời
Lê Văn Xuân sinh ngày 10 tháng 10 năm 1929, quê tại xã Đức Phong, huyện Mộ Đức, tỉnh Quảng Ngãi. Ông tham gia quân ngũ từ tháng 3 năm 1945, chiến đấu ở chiến trường Liên khu 5, tham gia các chiến dịch ở Quảng Nam – Đà Nẵng và Bắc Tây Nguyên. Sau Chiến dịch Điện Biên Phủ năm 1954, ông tập kết ra Bắc và đảm nhiệm Trưởng ban Tuyên huấn Sư đoàn 305. Đến tháng 5 năm 1959, ông là Trưởng phòng Tuyên huấn Quân chủng Hải quân. Năm 1971, ông được bổ nhiệm làm Chính uỷ Trường Sĩ quan Hải quân. Ông lần lượt trở thành Phó Chủ nhiệm chính trị và Chủ nhiệm chính trị Quân chủng Hải quân vào năm 1975 và 1979. Trong khoảng thời gian này, ông từng tham gia học tập tại Trường Trung cao chính trị Bộ Quốc phòng, Học viện Hải quân Trung Quốc, Trường Đảng Nguyễn Ái Quốc và Học viện Hải quân Liên Xô. Từ năm 1988 đến tháng 10 năm 1995, ông là Phó Tư lệnh về Chính trị, Phó Bí thư Đảng uỷ Quân chủng Hải quân. Ông được phong hàm Chuẩn đô đốc vào năm 1984 và Phó đô đốc vào năm 1992. Ông qua đời vào lúc 6 giờ 20 phút ngày 31 tháng 12 năm 2003.

## Lịch sử thụ phong quân hàm
| Năm thụ phong | 1954   | 1960     | -        | 1974      | 1980   | 1984         | 1992       |  |  |  |  |
| Cấp bậc       | Đại úy | Thiếu tá | Trung tá | Thượng tá | Đại tá | Chuẩn đô đốc | Phó đô đốc |  |  |  |  |
|               |        |          |          |           |        |              |            |  |  |  |  |

## Khen thưởng
- Huân chương Quân công hạng Nhì
- Huân chương Chiến thắng hạng Nhì
- Huân chương Chiến công (hạng Nhất, Nhì)
- Huân chương Kháng chiến chống Mỹ hạng Nhất
- Huân chương Chiến sĩ vẻ vang (hạng Nhất, Nhì, Ba)
- Huy chương Quân kỳ quyết thắng
- Huy hiệu 30, 40, 50, 55 năm tuổi Đảng
- Huân chương Bảo vệ Tổ quốc hạng Nhất của nhà nước Campuchia